# Liste der National Historic Landmarks in Arkansas
Die Liste der National Historic Landmarks in Arkansas führt die von der Bundesregierung der Vereinigten Staaten in diesem Bundesstaat zur National Historic Landmark erklärten Objekte. In Arkansas befinden sich sechzehn dieser Einträge, ein Objekt, die USS HOGA ist zwar in Arkansas registriert, liegt aber derzeit in Oakland, Kalifornien. Außerdem befindet sich in Arkansas ein National Military Park, der ebenfalls vom National Park Service verwaltet wird.

## Legende
| NHL  | National Historic Landmark          |
| NHLD | National Historic Landmark District |
| NHS  | National Historic Site              |
| NMP  | National Military Park              |

## National Historic Landmarks in Arkansas
|    | Name der Landmarke                               | Bild                                       | Jahr          | Ort                                          | County                             | Beschreibung |
| -- | ------------------------------------------------ | ------------------------------------------ | ------------- | -------------------------------------------- | ---------------------------------- | --- |
| 1  | Arkansas Post                                    |                                            | 9. Okt. 1960  | Gillett 34° 1′ 8,7″ N, 91° 20′ 54,1″ W       | Arkansas                           | Das Denkmal erinnert an die erste halbwegs ständige Siedlung europäischer Siedler im Lower Mississippi Valley (1686), an ein Scharmützel im Amerikanischen Unabhängigkeitskrieg (1783), an die erste Hauptstadt des Arkansas Territory (1819–1821) und an die Schlacht im Sezessionskrieg um Fort Hindman (1863).       |
| 2  | Bathhouse Row                                    | Hale Bathhouse                             | 28. Mai 1987  | Hot Springs 34° 30′ 43,6″ N, 93° 3′ 13″ W    | Garland                            | Im Hot Springs National Park befindet sich die größte Ansammlung von Badehäusern in den Vereinigten Staaten; letztes verbliebenes Kurbad in Verwaltung der Bundesregierung der Vereinigten Staaten |
| 3  | Beginning Point of the Louisiana Purchase Survey |                                            | 19. Apr. 1993 | Blackton 34° 38′ 41,6″ N, 91° 3′ 5″ W        | Grenze von Lee – Monroe – Phillips | Von dieser Stelle aus wurde das Land, das beim Louisiana Purchase 1803 erworben wurde, vermessen |
| 4  | Camden Expedition Sites                          |                                            | 19. Apr. 1994 | 8 oder 9 Stätten                             | mehrere Countys                    | Stätten von Schlachten während der Camden Expedition des Sezessionskrieges: - Confederate State Capitol - Elkin’s Ferry Battleground - Fort Southerland - Fort Lookout - Jenkins’ Ferry Battlefield - Marks’ Mills Battlefield - Poison Spring Battlefield - Prairie d’Ane Battlefield und ggf. - U.S. Arsenal Building |
| 5  | Centennial Baptist Church                        |                                            | 31. Juli 2003 | Helena-West Helena                           | Phillips                           | Wirkungsstätte des Predigers Elias Camp Morris und inoffizielles Zentrum der National Baptist Convention |
| 6  | Daisy Bates House                                |                                            | 3. Jan. 2001  | Little Rock                                  | Pulaski                            | Sammelpunkt der Unterstützer der Desegregation an der Little Rock Central High School, benannt nach Daisy Bates |
| 7  | Eaker Site                                       |                                            | 19. Juni 1996 | Blytheville                                  | Mississippi                        | Archäologische Fundstätte mit Nachweisen der prähistorischen Nodena-Kultur und der Besiedlung durch Quapaw |
| 8  | Fort Smith                                       | 1940 HABS photo                            | 19. Dez. 1960 | Fort Smith 35° 20′ 36″ N, 94° 25′ 22″ W      | Sebastian                          | Überreste zweier Forts der US-Streitkräfte aus dem 19. Jahrhundert und des Federal Courts für den Western District of Arkansas. |
| 9  | Joseph Taylor Robinson House                     |                                            | 12. Okt. 1992 | Little Rock                                  | Pulaski                            | Wohnhaus des einflussreichen Gouverneurs und US-Senators |
| 10 | Little Rock Central High School                  | Central High School                        | 20. Mai 1982  | Little Rock 34° 44′ 15,9″ N, 92° 17′ 51,9″ W | Pulaski                            | Die Schule war 1957 Brennpunkt der Krise bei der Aufhebung der Rassentrennung. |
| 11 | Menard-Hodges Site                               |                                            | 11. Apr. 1982 | Nady                                         | Arkansas                           | An dieser Stätte befinden sich zwei Mounds und mehrere Mound-Häuser. |
| 12 | Nodena Site                                      | Fields at the Nodena Site                  | 19. Feb. 1964 | Wilson                                       | Mississippi                        | Ausgrabungsstätte auf der Nodena Plantation; Stätte einer für die späte Mississippi-Kultur typischen Besiedlung der Nodena-Phase; datiert aus der Zeit zwischen 1400 und 1700 nach Christus; die ersten Ausgrabungen fanden hier 1897 statt.                                                                            |
| 13 | Old State House, Little Rock                     | 1934 HABS photo                            | 9. Dez. 1997  | Little Rock 34° 44′ 54,8″ N, 92° 16′ 24″ W   | Pulaski                            | Ältestes noch bestehendes Capitol westlich des Mississippi Rivers. |
| 14 | Parkin Indian Mound                              | Parkin Site illustration                   | 19. Juli 1964 | Parkin 35° 16′ 37,4″ N, 90° 33′ 16,5″ W      | Cross                              | Ausgrabung eines von Palisaden umgebenen Dorfes aus der späten Mississippi-Ära mit einem Mound; es könnte sich hierbei um die Stadt Casqui handeln, die der spanische Entdecker Hernando de Soto im 16. Jahrhundert erwähnte.                                                                                           |
| 15 | Rohwer Relocation Center Cemetery                | Monument to the Men of the 100th Battalion | 6. Juli 1992  | Rohwer 33° 45′ 52,4″ N, 91° 16′ 48,6″ W      | Desha                              | Stätte eines Internierungslagers für US-Amerikaner japanischer Herkunft im Zweiten Weltkrieg |
| 16 | Toltec Mounds Site                               | Grabhügel                                  | 2. Juni 1978  | Scott 34° 38′ 49″ N, 92° 3′ 55″ W            | Lonoke                             | Eines der wichtigsten Zeugnisse des frühen indianischen Lebens im Bundesstaat |

## Frühere National Historic Landmarks in Arkansas
|   | Name der Landmarke | Bild                                                                                 | Jahr          | Ort               | County  | Beschreibung |
| - | ------------------ | ------------------------------------------------------------------------------------ | ------------- | ----------------- | ------- | --- |
| 1 | USS HOGA (Tug)     | Die sinkende USS Nevada wird von der USS Hoga auf einen flachen Sandstrand gedrückt. | 30. Juni 1989 | North Little Rock | Pulaski | Schlepper, der in Pearl Harbor Brände auf Schiffen bekämpfte und daran beteiligt war, die sinkende Nevada aus dem Fahrwasser zu drücken; das Schiff war für viele Jahre im Hafen von Oakland stationiert und wurde 2005 an das Arkansas Inland Maritime Museum (AIMM) transferiert. Es hätte 2007 nach North Little Rock, Arkansas verlegt werden sollen, dieser Schritt wurde jedoch wegen noch nicht beseitigter Schäden an der Strecke infolge der Auswirkungen von Hurrikan Katrina und wegen der Transportkosten aufgeschoben. Im November 2009 lag das Schiff bei Suisun Bay in Kalifornien. |

## Historische Gebiete in Arkansas unter Verwaltung des National Park Services
National Historic Sites, National Historical Parks, National Monuments und bestimmte andere Gebiete im National Park System sind historische Landmarken von nationaler Bedeutung, die ebenfalls hochgradig geschützt werden, oft schon seit vor der Einführung des NHL-Programmes im Jahr 1960. Diese wurden nicht immer per se zu einer NHL erklärt. In Arkansas gibt es vier solcher Gebiete, das Arkansas Post National Memorial, die Fort Smith National Historic Site (dies liegt teilweise in Oklahoma) und die Little Rock Central High School National Historic Site sind ebenfalls NHLs und sind in der obigen Liste enthalten; verbleibend ist:
|   | Name der Landmarke               | Bild | Jahr          | Ort       | County | Beschreibung |
| - | -------------------------------- | ---- | ------------- | --------- | ------ | --- |
| 1 | Pea Ridge National Military Park |      | 20. Juli 1956 | Pea Ridge | Benton | Stätte der Schlacht von Pea Ridge am 7. und 8. März 1862, die einen Sieg der Union im Sezessionskrieg bedeutete. |

## Belege
1. 1 2 3 4 5 6 7 8 9 10 11 12  National Park Service: National Historic Landmarks Survey: List of National Historic Landmarks by State. (PDF) April 2007, archiviert vom Original am 29. Oktober 2013; abgerufen am 21. August 2008 (englisch). Genannt ist die offizielle Bezeichnung, unter der das Objekt in das Register eingetragen ist.
2. 1 2 3  National Park Service: National Historic Landmark Program: NHL Database. Archiviert vom Original am 6. Juni 2004; abgerufen am 21. August 2008 (englisch).  Info: Der Archivlink wurde automatisch eingesetzt und noch nicht geprüft. Bitte prüfe Original- und Archivlink gemäß Anleitung und entferne dann diesen Hinweis.
3. 1 2 3  National Park Service: National Historic Landmark Program: NHL Database. Archiviert vom Original am 6. Juni 2004; abgerufen am 9. Januar 2009 (englisch).  Info: Der Archivlink wurde automatisch eingesetzt und noch nicht geprüft. Bitte prüfe Original- und Archivlink gemäß Anleitung und entferne dann diesen Hinweis.
4. ↑  Beginning Point of the Louisiana Purchase Survey. National Park Service, archiviert vom Original am 1. März 2007; abgerufen am 20. September 2007.  Info: Der Archivlink wurde automatisch eingesetzt und noch nicht geprüft. Bitte prüfe Original- und Archivlink gemäß Anleitung und entferne dann diesen Hinweis.
5. ↑  National Historic Landmarks Program: City of Oakland (USS Hoga) (Tug). National Park Service, archiviert vom Original am 6. Juni 2011; abgerufen am 29. April 2009.  Info: Der Archivlink wurde automatisch eingesetzt und noch nicht geprüft. Bitte prüfe Original- und Archivlink gemäß Anleitung und entferne dann diesen Hinweis.
6. ↑  America’s 11 Most Endangered Historic Places. National Trust for Historic Preservation, abgerufen am 2. Juli 2009 (englisch).
7. ↑  National Defense Reserve Fleet Inventory. (PDF; 245 kB) U.S. Department of Transportation
Maritime Administration, 30. November 2009, archiviert vom Original am 2. Dezember 2010; abgerufen am 11. Dezember 2009 (englisch).  Info: Der Archivlink wurde automatisch eingesetzt und noch nicht geprüft. Bitte prüfe Original- und Archivlink gemäß Anleitung und entferne dann diesen Hinweis.
8. ↑  Seite 111 des National Historic Landmarks Survey: List of National Historic Landmarks by State